# Commanderie Saint-Jean de Strasbourg
La commanderie Saint-Jean de Strasbourg est un ensemble de bâtiments, dont la construction s’est échelonnée de la première moitié du XIVe siècle à la première moitié du XVIIIe siècle, situé au 1, rue Sainte-Marguerite dans le quartier de la Gare à Strasbourg dans le Bas-Rhin.
L'édifice fait l'objet d'une inscription au titre des monuments historiques depuis le 18 mai 1971.

## Histoire

### La Commanderie de l’Isle-Verte

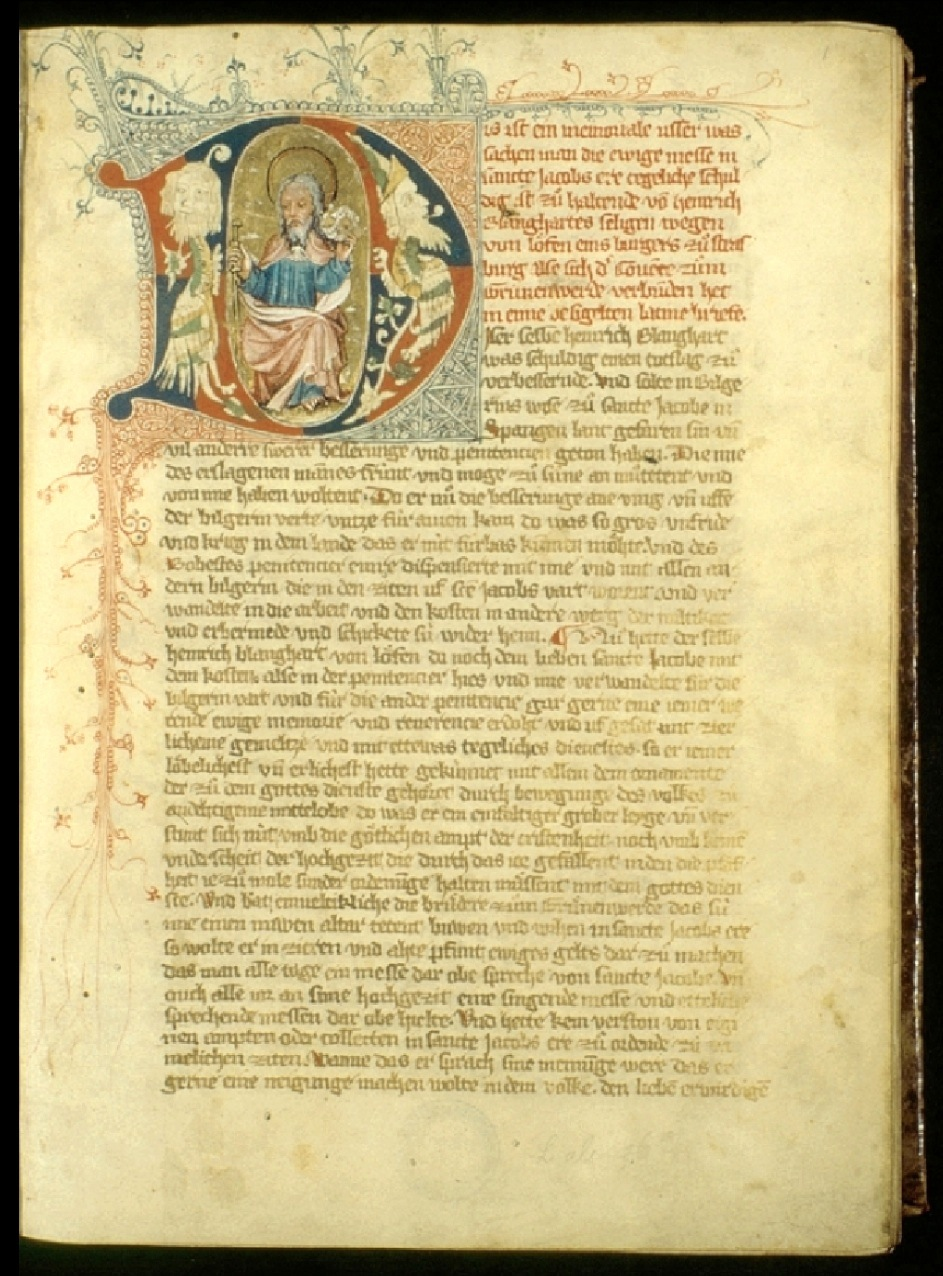
Rulman Merswin, Mémorial de la commanderie Saint-Jean de Strasbourg, XIVe siècle.

Le site, qui est d’abord occupé par le couvent de la Trinité, est confié aux Augustins en 1252. Leur activité décline rapidement. Le site est alors laissé à l’abandon pendant quelques années.
En 1371, le banquier Rulman Merswin fonde la « maison de l’Îsle-Verte » destinée à devenir un ermitage pour des laïques désireux de vivre une vie authentiquement évangélique au cœur de la cité. Il rachète le couvent aux Trinitaires pour le confier aux Hospitaliers de l’ordre de Saint-Jean de Jérusalem.
La commanderie devient un des hauts-lieux de la mystique rhénane où l’empereur du Saint-Empire romain germanique, Maximilien 1er d’Autriche séjournera à plusieurs reprises entre 1492 et 1507, et qui hébergea aussi des légats pontificaux de passage à Strasbourg.
L’ensemble était constitué d’une église, d’une grange, d’écuries et de divers bâtiments à usage de logements.
En 1520 est érigé un petit hôpital pour syphilitiques dont le bâtiment subsiste encore de nos jours.
Du fait de son emplacement stratégique et de la crainte d’une invasion ennemie pendant la guerre de Trente Ans, la Commanderie Saint-Jean et les couvents voisins de Sainte-Marguerite et de l’ordre des chevaliers de l’Hôpital de Saint-Jean de Jérusalem sont évacués le 16 janvier 1633  et les locaux fermés.
En mars 1633, la démolition de la Commanderie est engagée. La majorité du mobilier est spoliée ou vendue. Malgré les efforts des Hospitaliers pour tenter de récupérer leur bien une fois la paix signée, le lieu reste à l’abandon. Il ne subsiste de cette époque que le petit pavillon de l’hôpital de 1547, avec sa façade ornée de fenêtres peintes en trompe-l'œil à la manière de Wendel Dietterlin.

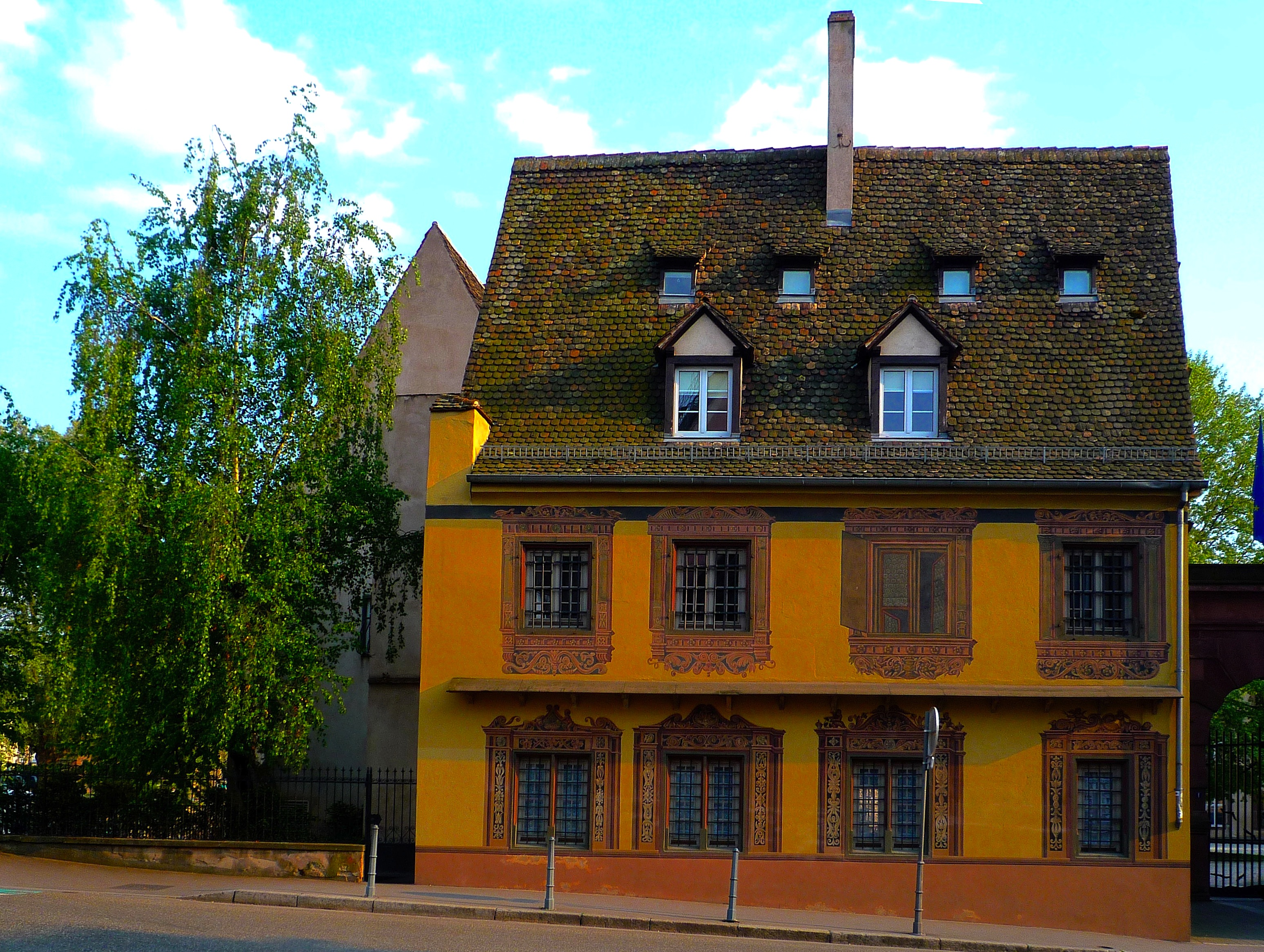
Le petit hôpital pour syphilitiques érigé en 1520.
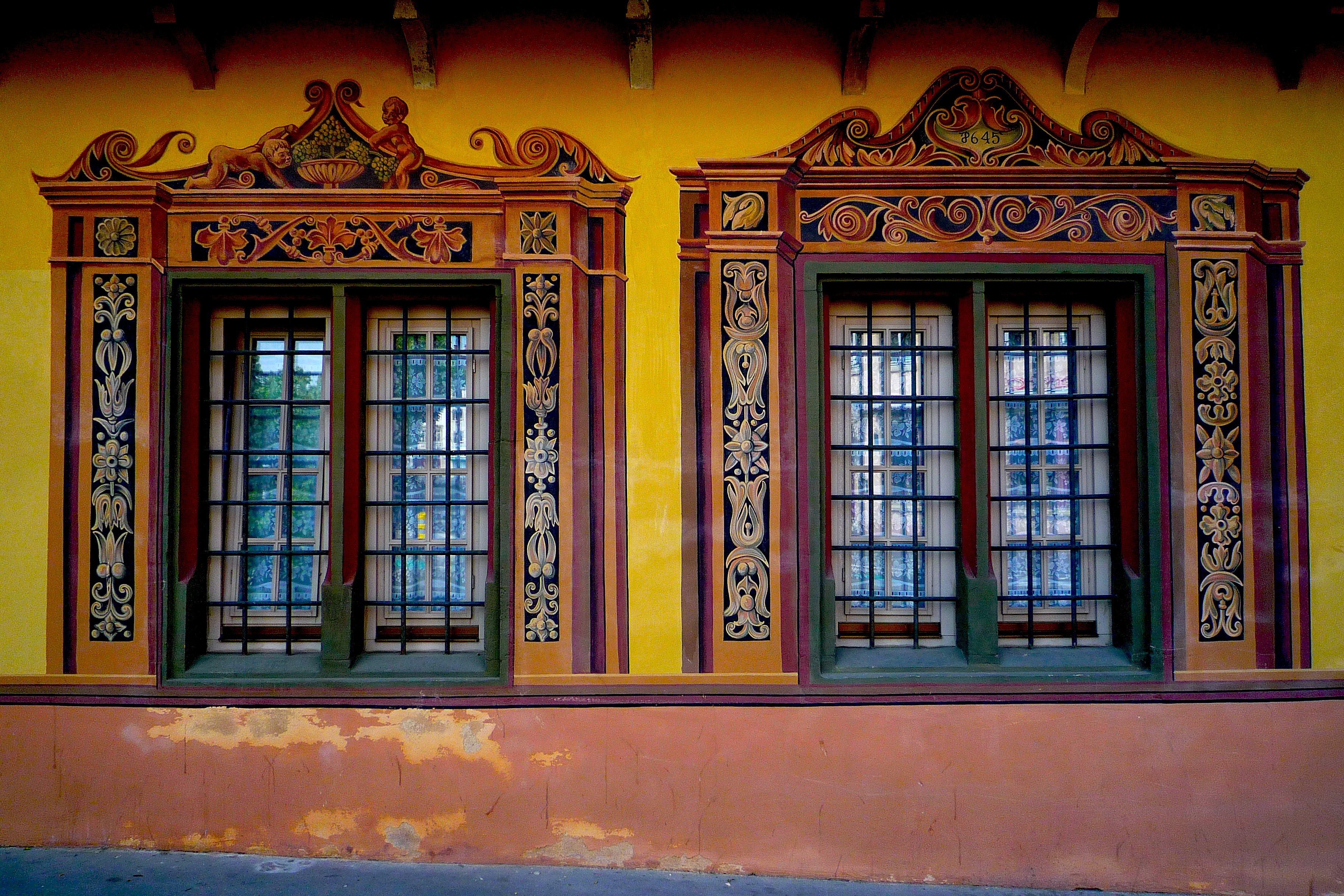
Détail des peintures en trompe-l'œil de la commanderie Saint-Jean.
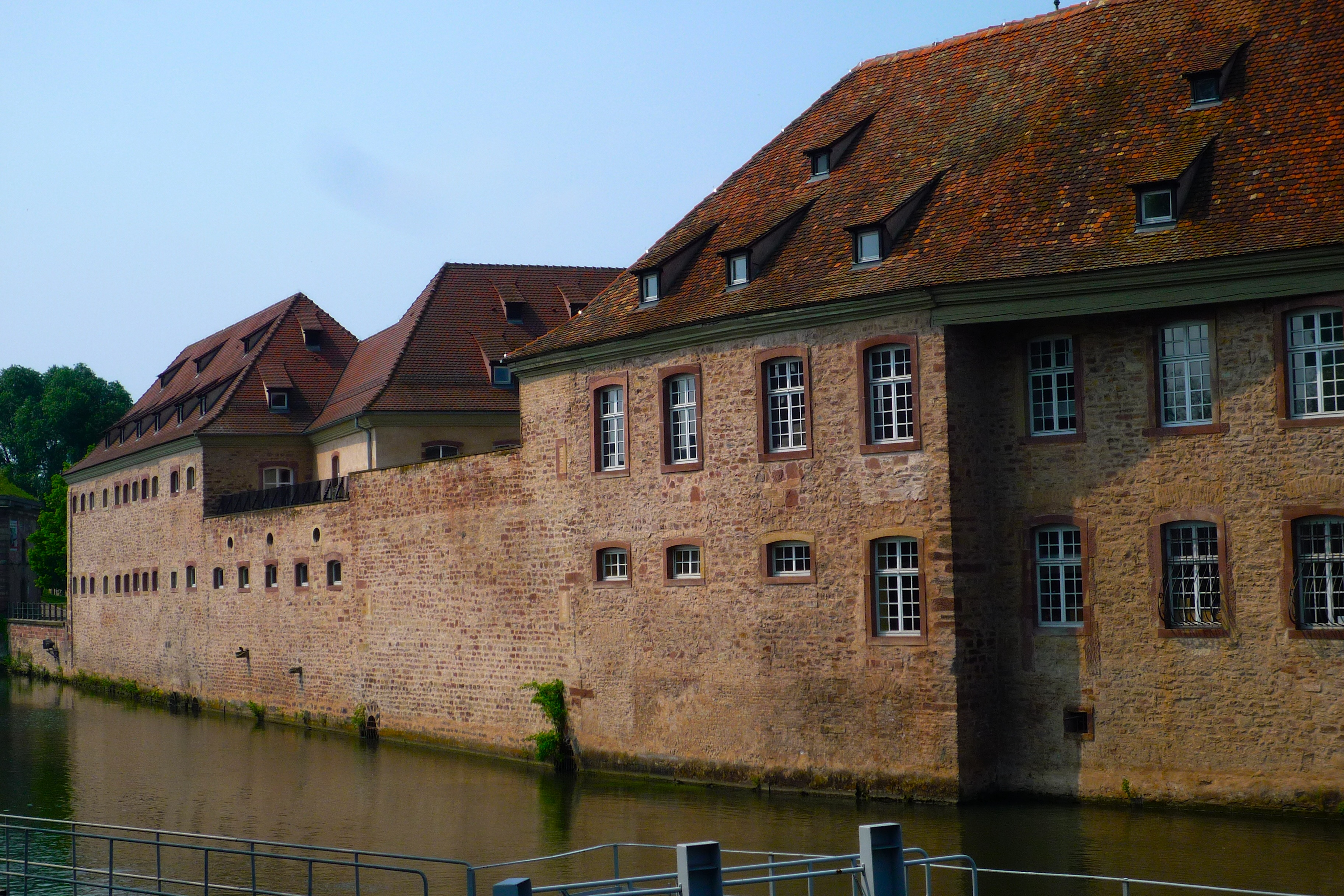
Vue de la commanderie Saint-Jean depuis les Ponts couverts.

## Les diverses affectations à travers les siècles

### La prison Sainte-Marguerite diteRaspelhus

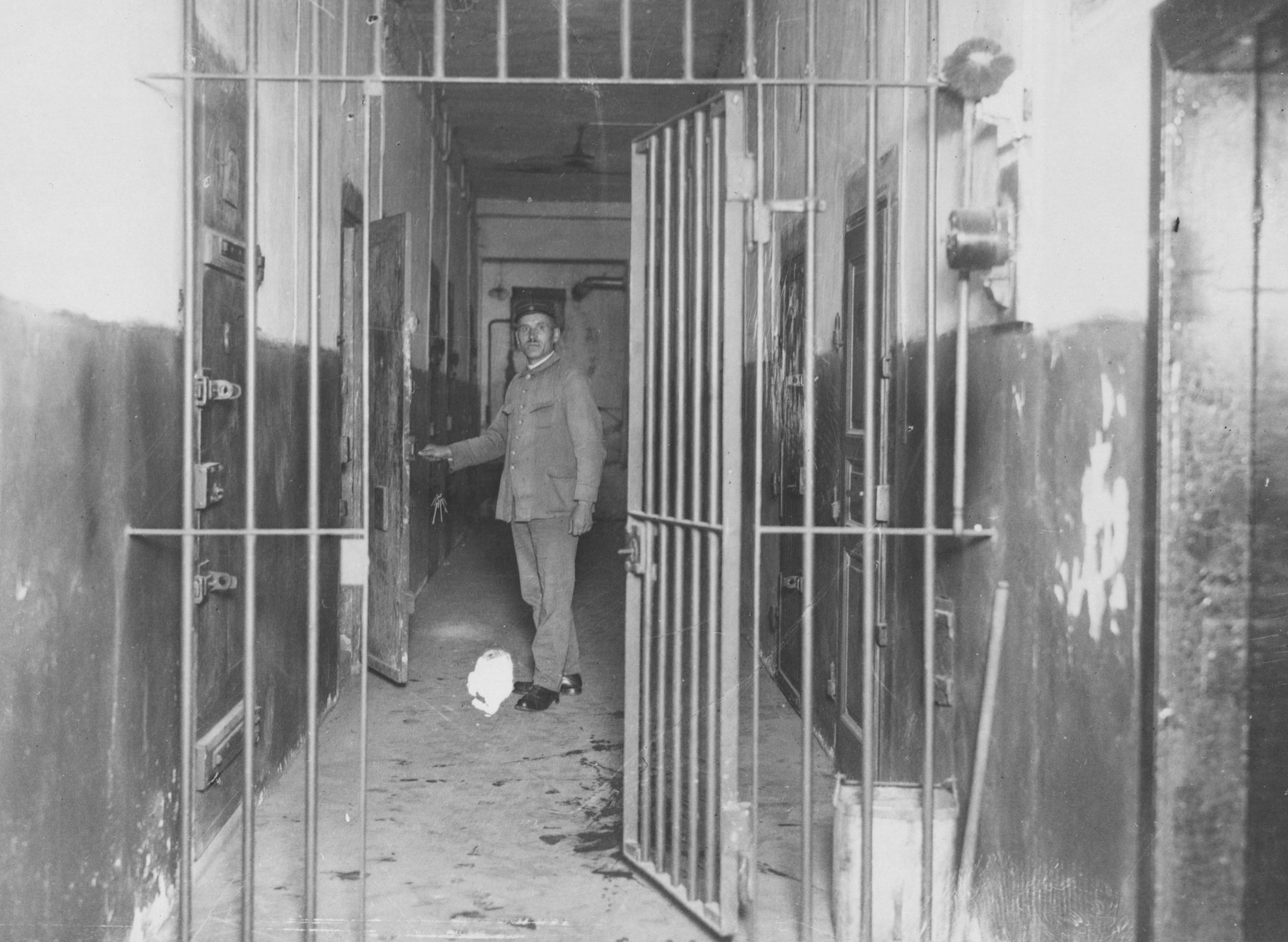
Les cellules en 1930.
Fonds Henri Manuel/ENAP-CRHCP.

La ville prend possession du terrain et des ruines de la Commanderie en 1687.
Devant l’état désastreux des prisons médiévales qui se trouvent alors dans les tours des Ponts couverts, la municipalité engage la construction d’une maison de force et de correction en 1734. Celle-ci est remaniée en 1747.
C’est une prison pour hommes et pour femmes qui vivent dans deux corps de bâtiment séparés par des cours. C’est seulement au XVIIIe siècle que les prisonniers sont enfermés dans les cellules, alors que subsistent encore des dortoirs pour certaines catégories de condamnés.
Un de leurs travaux consiste à râper du bois de gaïac utilisé dans le traitement de la syphilis, d’où le nom de Raspelhus donné à cette prison. Au début du XXe siècle, les détenus hommes sont occupés à des travaux jardinage, de corderie, de rempaillage de chaises, de menuiserie, de cartonnerie et d’imprimerie. Les femmes font surtout des travaux de couture sous la surveillance de religieuses.
Au milieu du XXe siècle le bâtiment est totalement vétuste. Le sol carrelé s’effondre en de nombreux endroits, les murs suintent d’humidité, la peinture au plomb s’écaille… Des fenêtres sont à demi-murées en raison de leur mauvais état et ne laissent filtrer qu’une faible lumière.

Dans les cellules exigües qui empestent le salpêtre s’entassent dans des conditions inhumaines les prisonniers condamnés à de très lourdes peines, surveillés par soixante gardiens. Après 1945, cette maison correction renfermait principalement les condamnés des deux sexes dont la peine n’était pas supérieure à un an de détention, ainsi que d’autres, condamnés à de lourdes peines en attente de leur transfert.  La prison est définitivement désaffectée en septembre 1988[réf. à confirmer],[réf. à confirmer]. Prévue à l’origine pour accueillir quatre cent cinquante détenus, elle n’en compte plus que deux cent cinquante à sa fermeture.

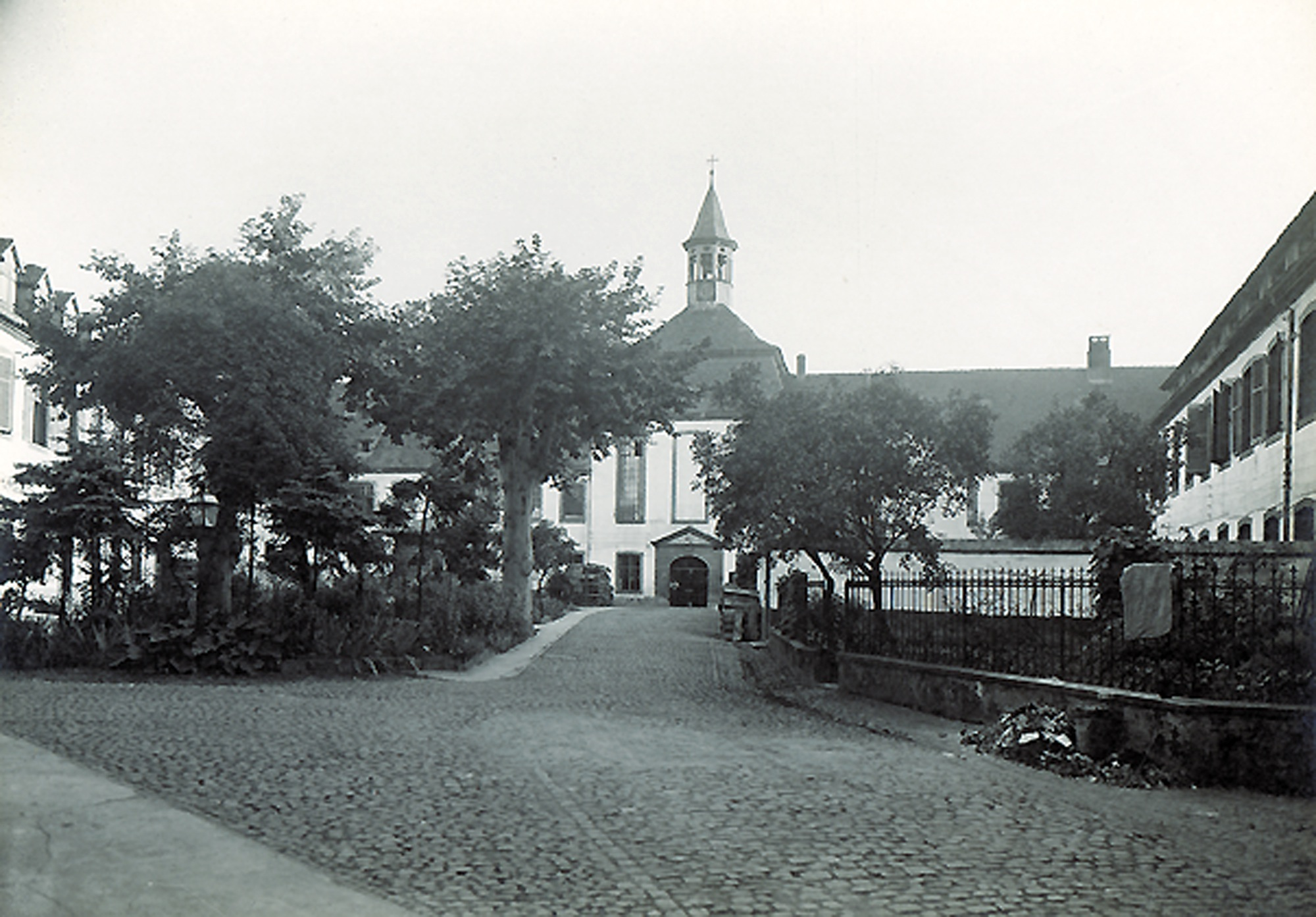
La cour de l’administration.
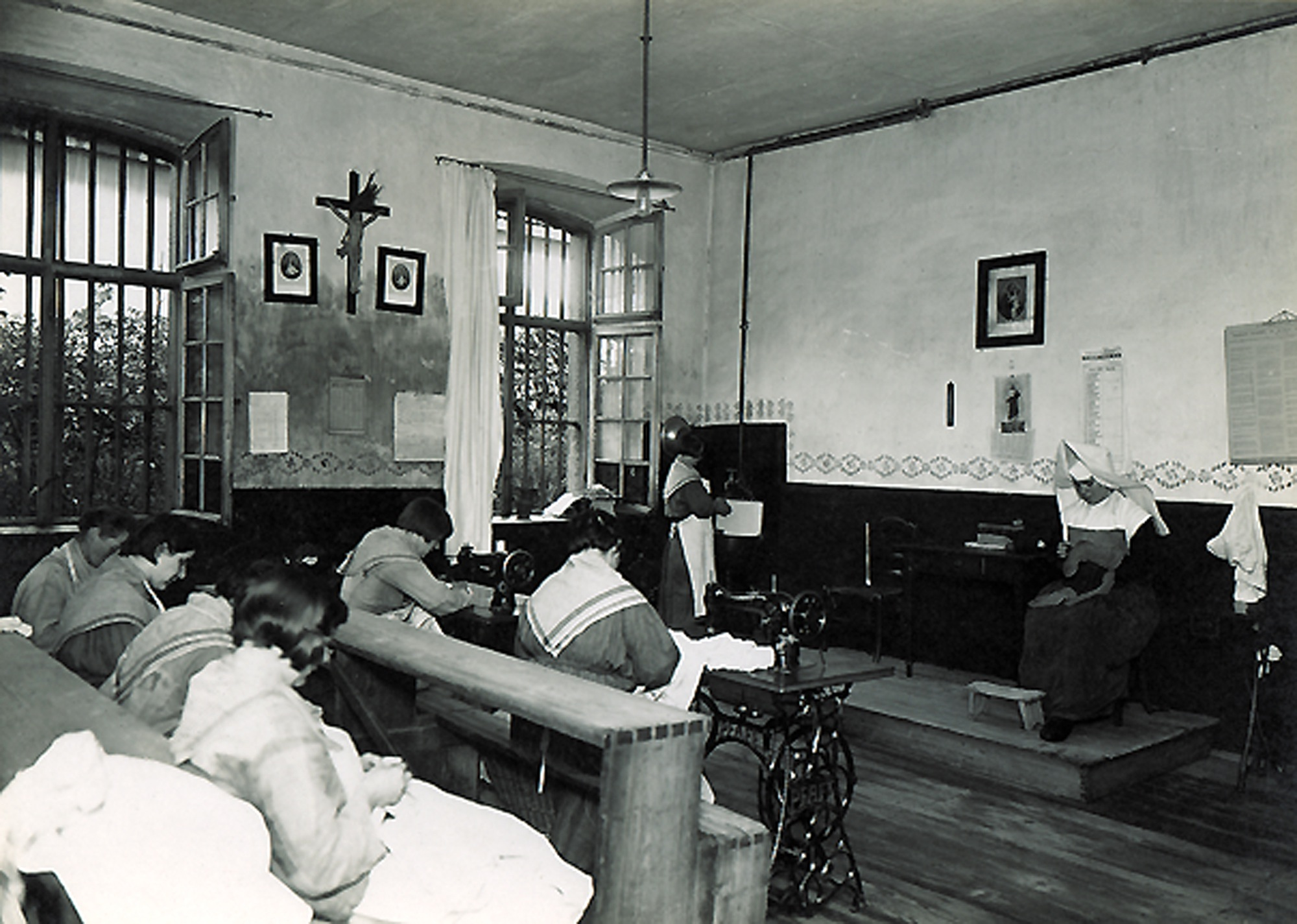
Les femmes détenues au travail.
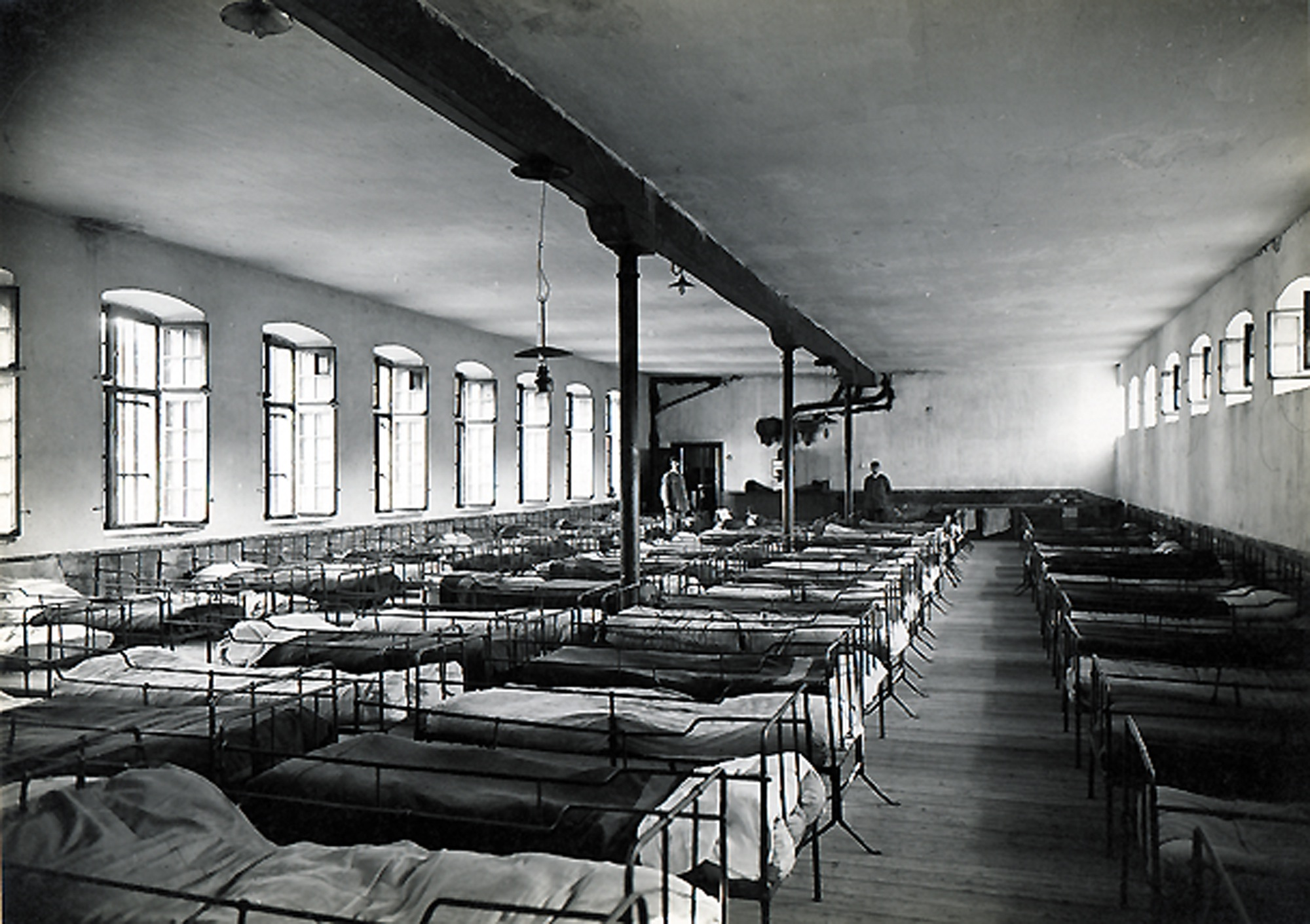
Le dortoir des hommes.
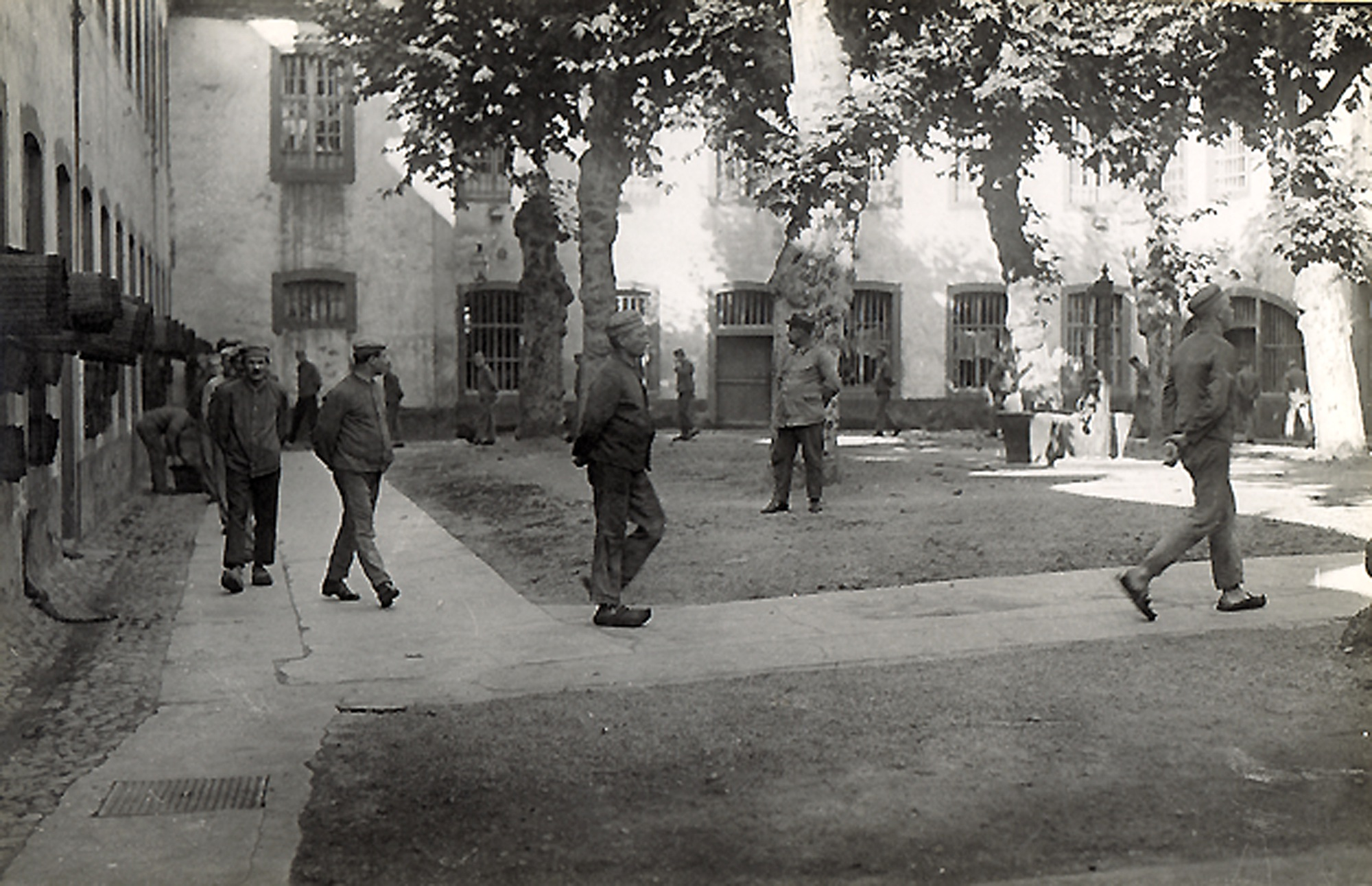
La promenade des hommes.

### Les découvertes archéologiques entre 1989/91

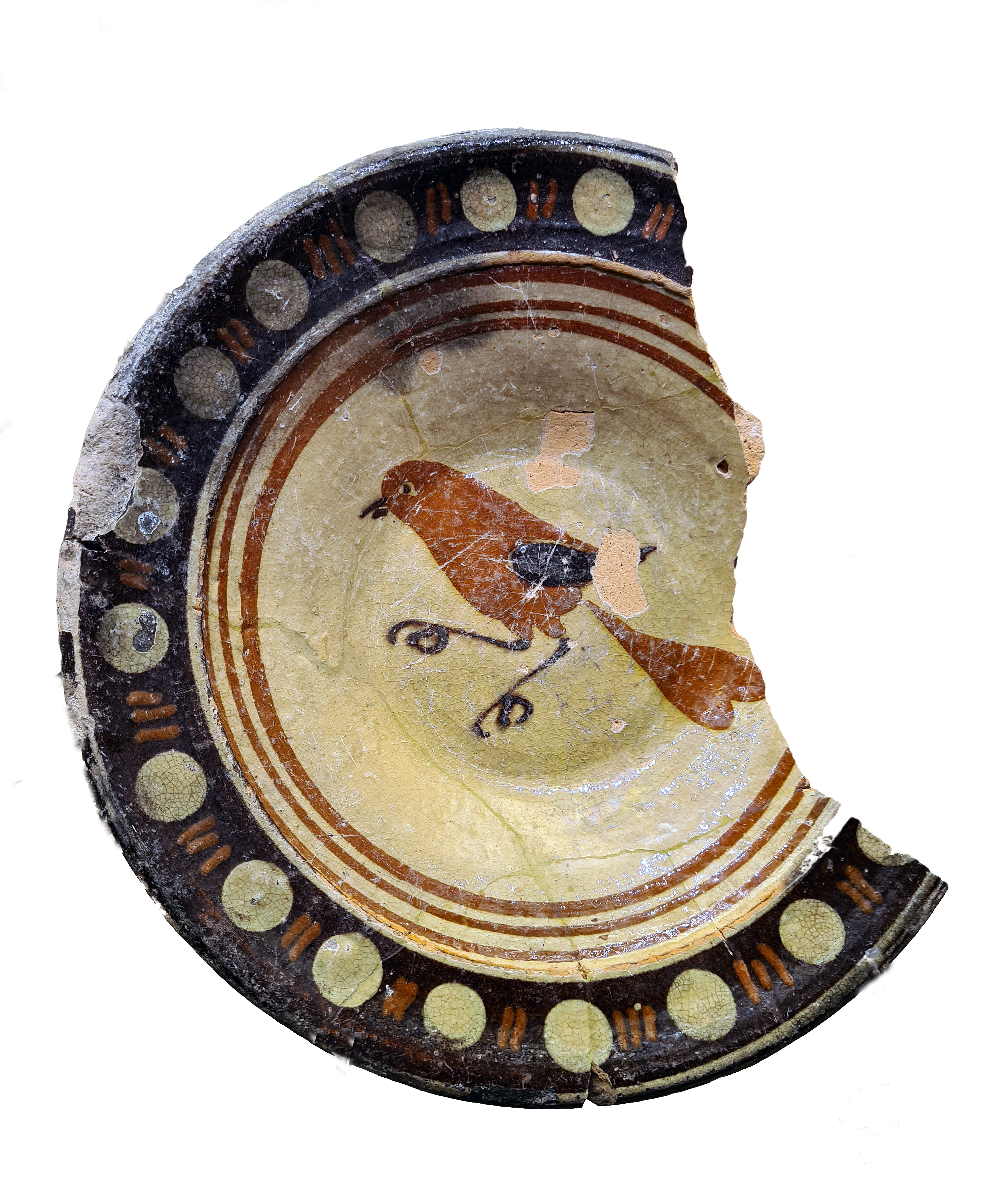
Assiette polychrome à décor d'oiseau trouvée sur le site.

Après la fermeture de la prison, des fouilles archéologiques sont entreprises sur le site avant sa transformation en vue de sa réaffectation.
Elles permettent de mettre au jour des traces d’activité gallo-romaines, ainsi qu’un « extraordinaire lot de céramiques à décor polychrome » des XVIe siècle - début XVIIe siècle et de carreaux de poêle du XVe siècle, mais aussi l’ensemble des fondations du couvent des Trinitaires fondé en 1225 – dont celles d’une chapelle – et du couvent des Hospitaliers qui lui a succédé en 1372, et qui fut détruit en grande partie en 1633. Cela a permis de redresser le plan levé lors de sa démolition au XVIIe siècle (voir le plan de Frédéric-Émile Simon et Frédéric Piton ci-dessous).
La présence de pilotis remontant au Haut Moyen Âge atteste d’activités portuaires et d’échanges sur le site. Un impressionnant réseau de galeries souterraines transformées en égouts et un puits de pierre de la même époque ont aussi été retrouvés.
Une sélection des nombreux artefacts issus de ces fouilles est aujourd’hui exposée dans le hall d’accueil de l’Institut national du service public.

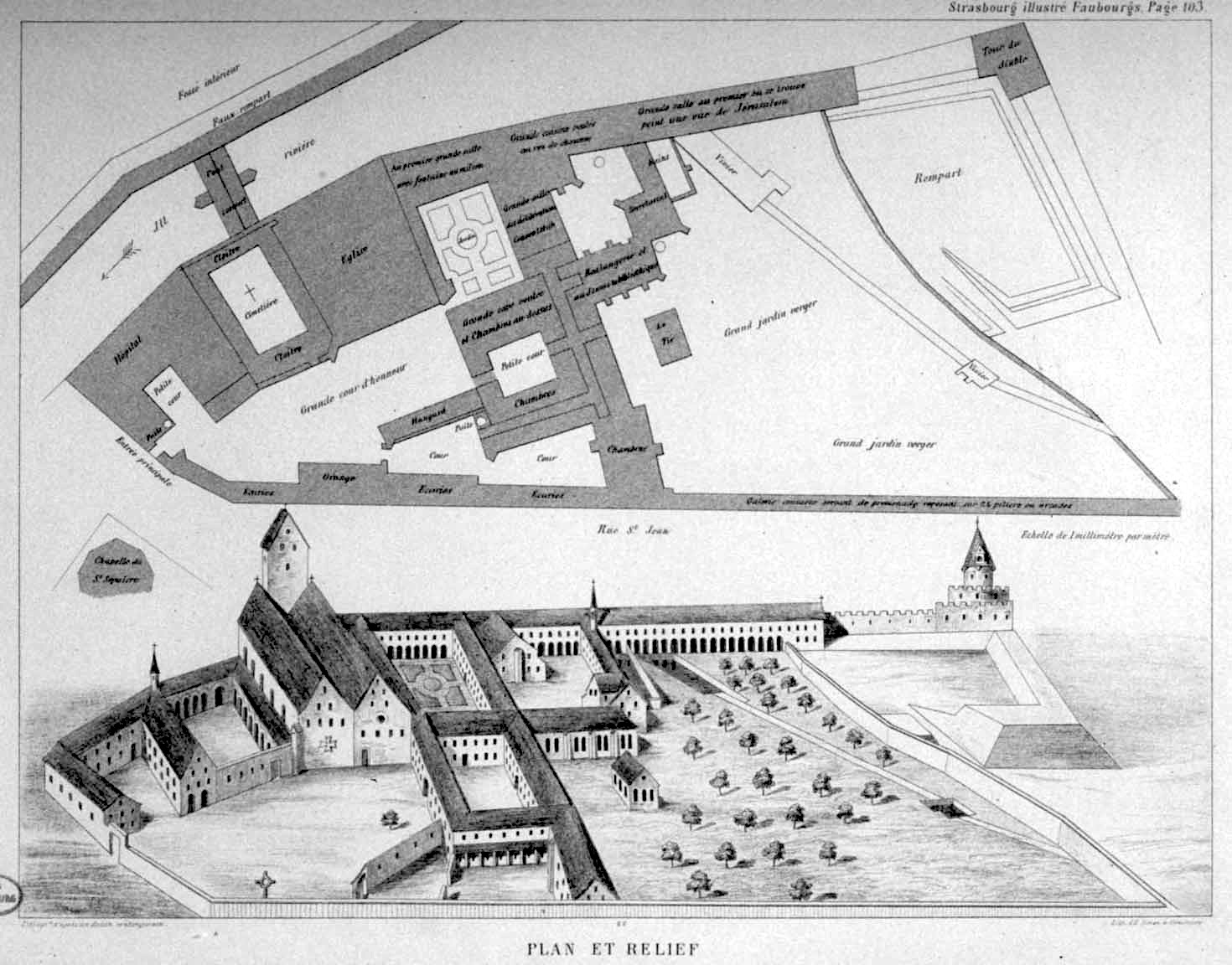
Le couvent des chevaliers de Saint-Jean de Jérusalem en 1630[10].
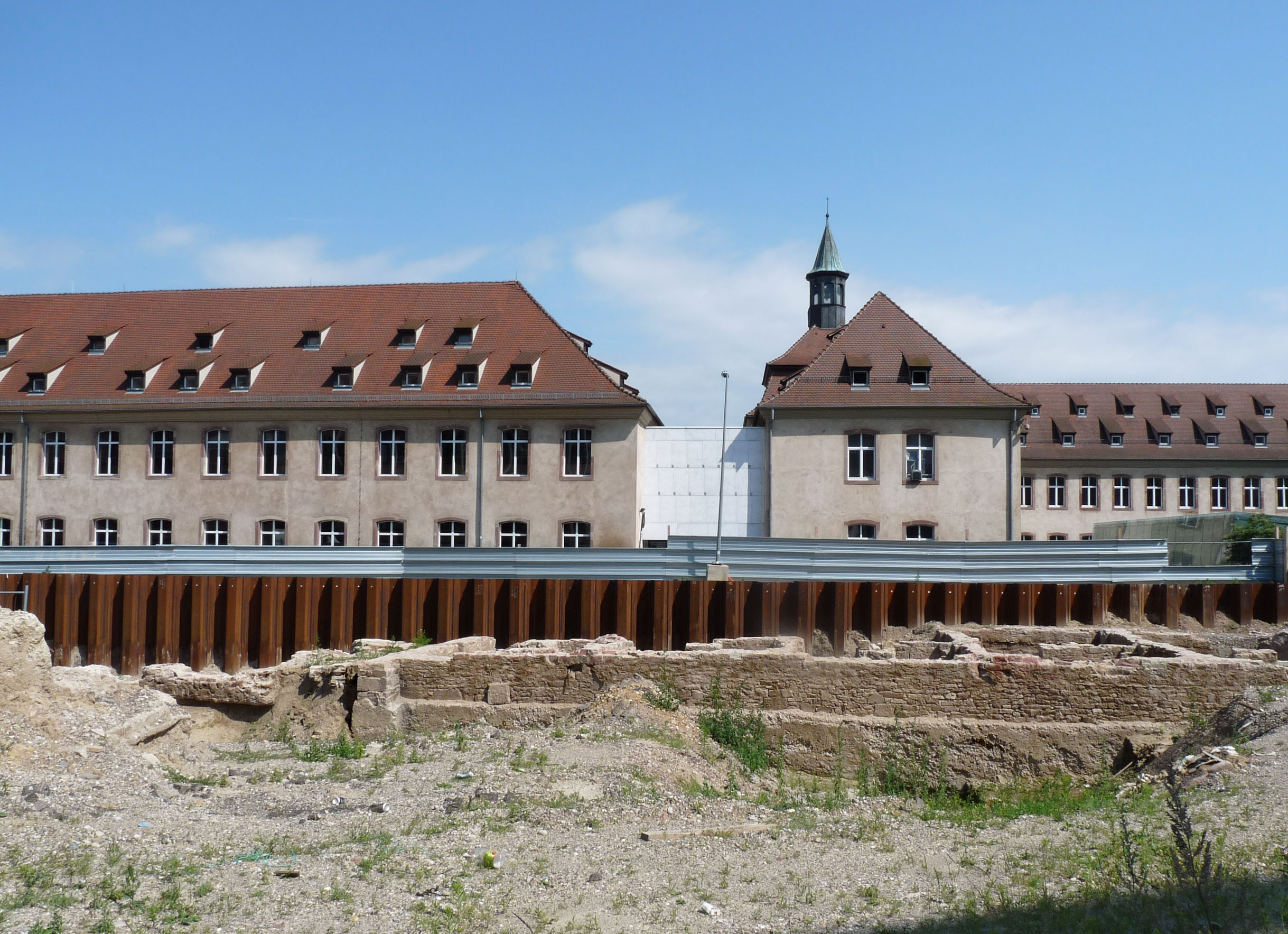
Chantier d’archéologie préventive lors des travaux d’extension en 2009.

### L’École nationale d’administration et l'Institut national du service public
Après restauration et restructuration des bâtiments pénitentiaires, effectués sous la direction des architectes Michel Moretti et Gérard Altorffer, Édith Cresson alors premier ministre annonce le 7 novembre 1991 le transfert de l’École nationale d’administration à Strasbourg. La volonté de transférer l’ENA dans la capitale alsacienne suscite, dès l’origine, un véritable tollé parmi les hauts fonctionnaires et les premières promotions qui crient à l’« exil forcé ».
La délocalisation qui doit pourtant être effective dès 1993, n’est que partielle. Pendant treize ans, l’école est coupée en deux, les élèves suivant seulement la moitié de leur scolarité à Strasbourg. Ce n’est qu’en octobre 2003, que M. Jean-Paul Delevoye, ministre de la Fonction publique, de l’Aménagement du territoire et de la Réforme de l'État  met un terme à cette mesure d’apaisement : les élèves français et étrangers des autres cycles de formation de l’ENA effectuent désormais l’intégralité de leur scolarité à Strasbourg.
Le Centre des Études Européennes de Strasbourg (CEES), est également implanté à la commanderie Saint-Jean.
Le 1er janvier 2022, l'ENA est remplacée par l'Institut national du service public.

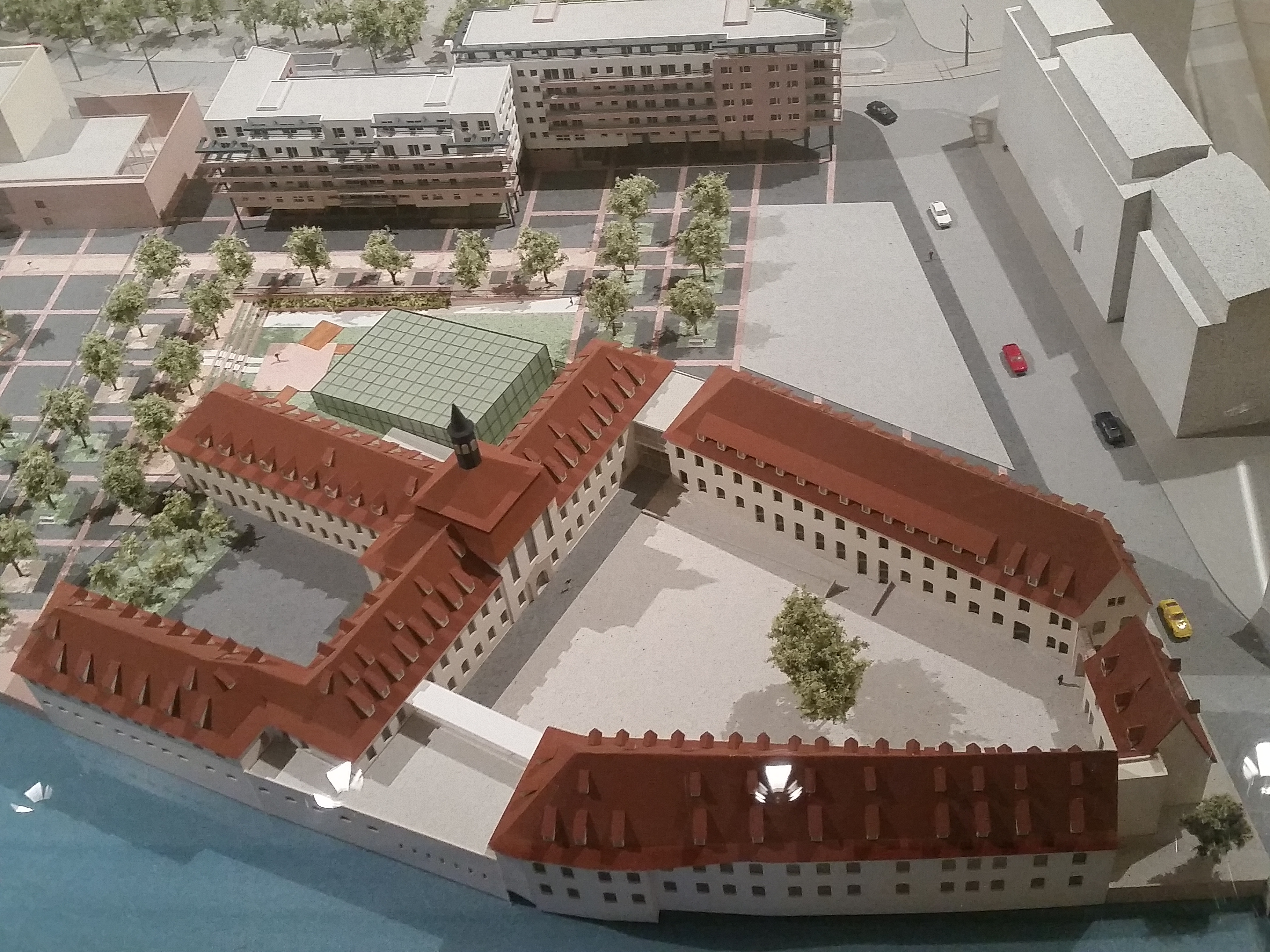
Maquette des bâtiments rénovés.
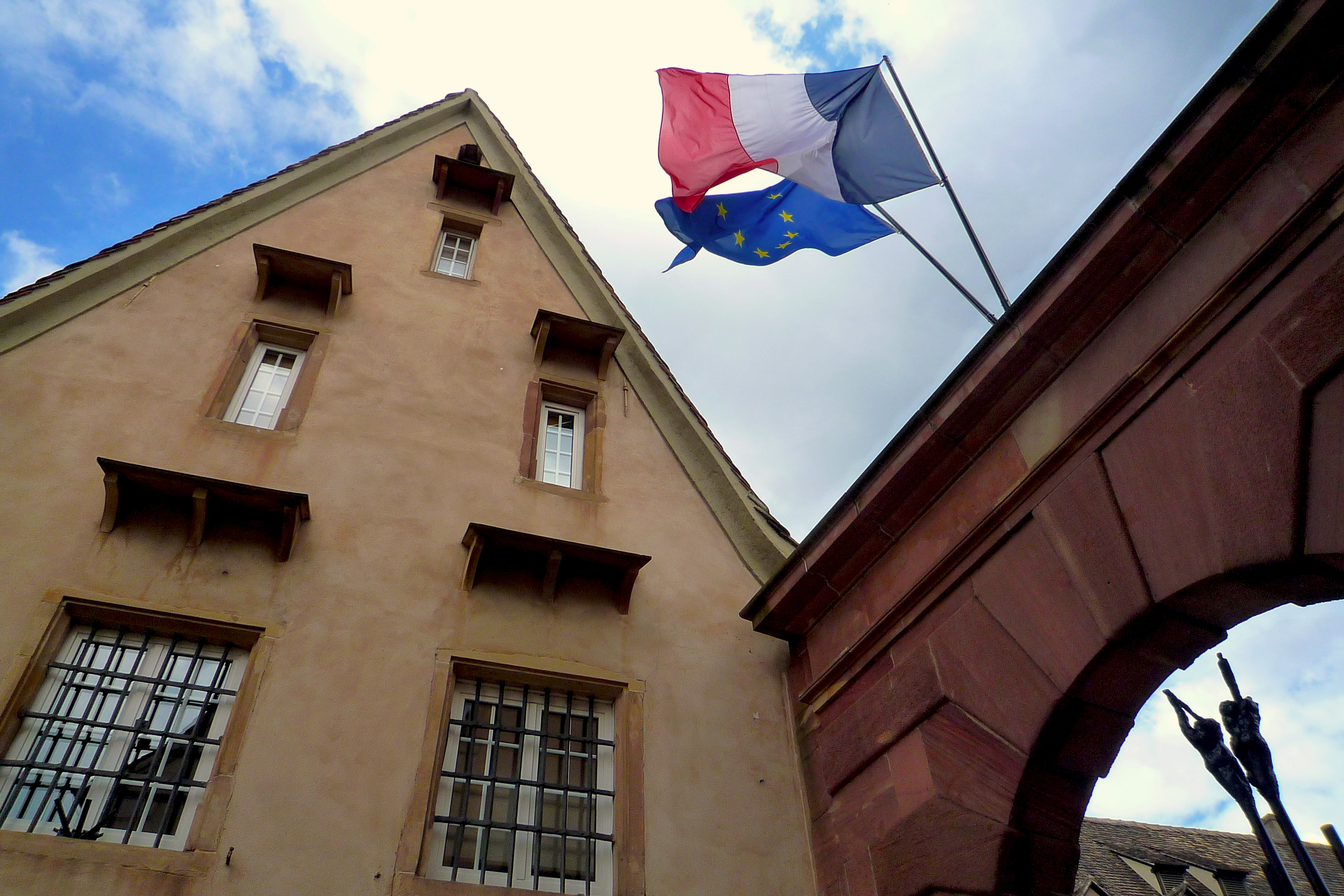
Le fronton d’entrée de l’ENA.
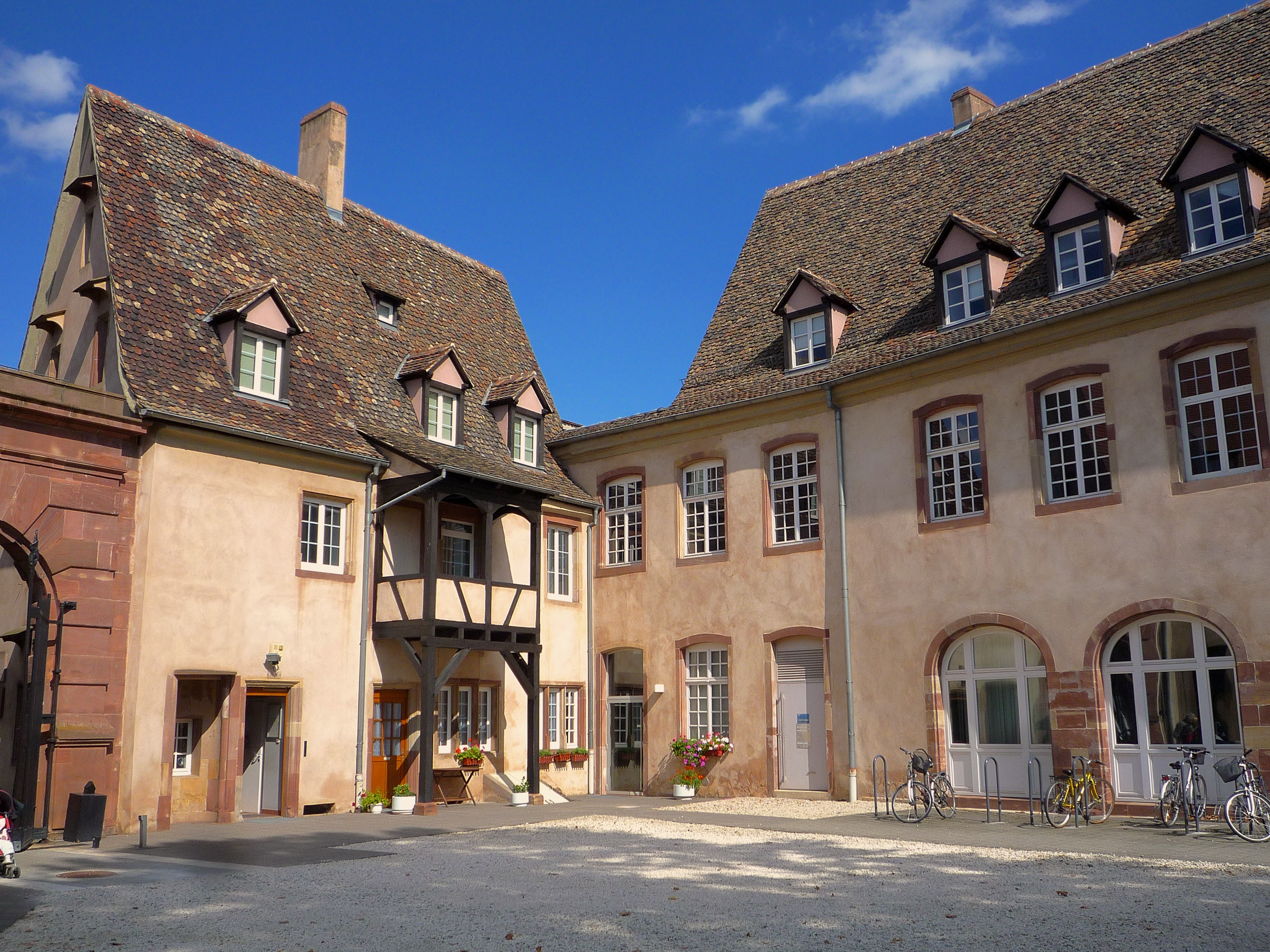
À gauche, le bâtiment de l’ancien hôpital, aujourd’hui la porterie.
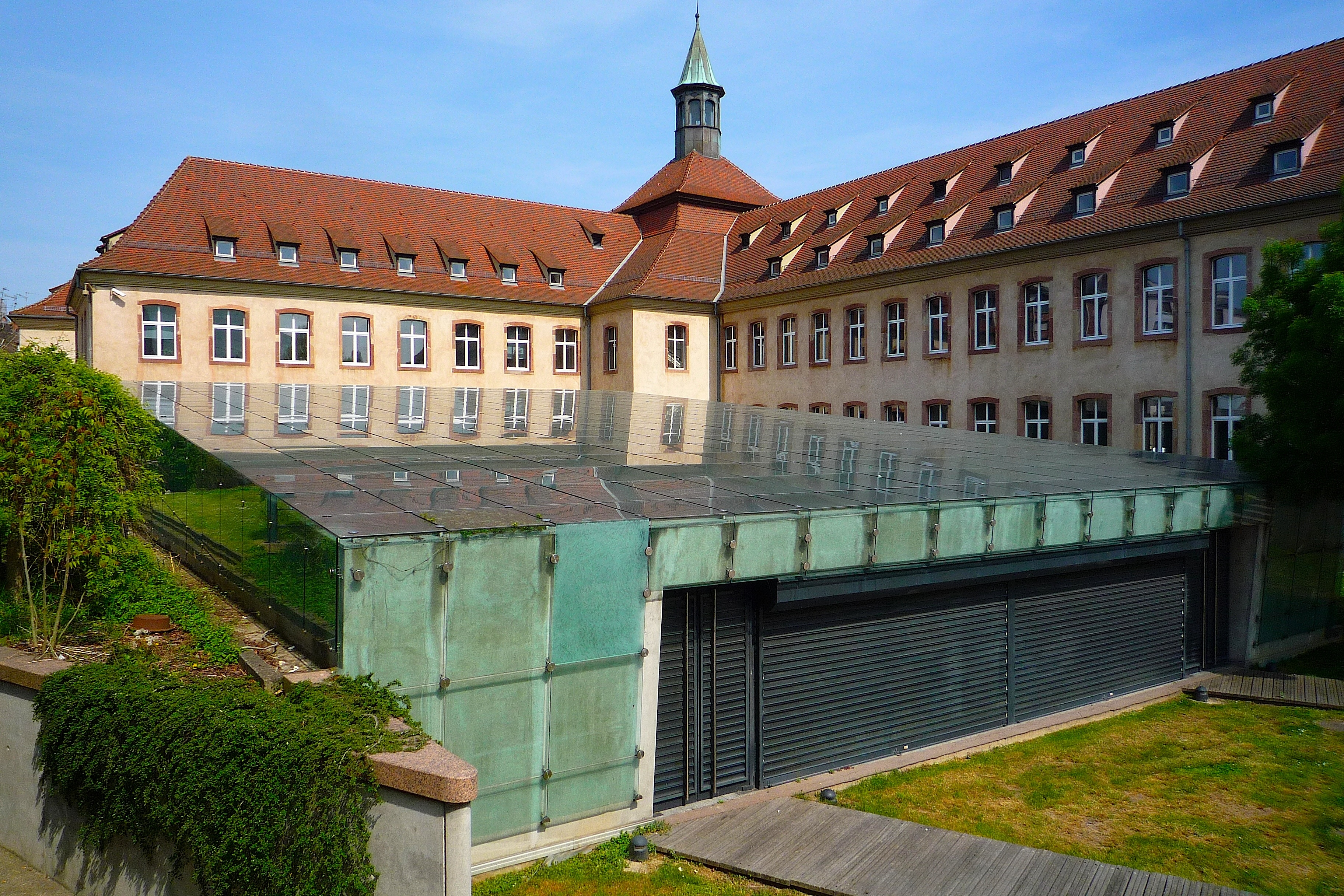
Au premier plan, l’auditorium Michel-Debré de l’ENA.

### Archives diverses
- [vidéo] Ina Politique, « Visite Robert Badinter », sur youtube.com, 23 juillet 2012 (consulté le 24 janvier 2015)